# Hanneke Cosijn
Hanneke Langendoen-Cosijn (1957) is een voormalig Nederlands korfbalster. Ze werd met PKC meerdere malen Nederlands kampioen. Ook speelde zij voor het Nederlands korfbalteam. Ze werd 1 keer verkozen tot Korfbalster van het Jaar.

## Begin van Carrière
Cosijn speelde korfbal voor het Haagse HKV, waar zij in 1973, op 15-jarige leeftijd debuteerde in de hoofdmacht in een veldwedstrijd tegen Koog Zaandijk met een korte invalbeurt, waarin zij direct scoorde.
Op het moment van haar debuut, verkeerde HKV in een lastige periode. Zo was de club in 1971 op het veld uit de Hoofdklasse gedegradeerd, maar in de zaal deed het nog wel goede zaken.
In 1975-1976 eindigde HKV gelijk met Deto op de 1e plaats in de zaal in de Hoofdklasse A. Hierna volgde een beslissingswedstrijd tegen Deto in Ahoy, die nipt verloren werd met 11-12. Zo liep het net de zaalfinale mis.
In de jaren erna bleef HKV in de middenmoot van de zaalcompetitie hangen. Zo werd het 2 jaar achter elkaar 6e en daarna twee jaar achter elkaar 4e.

## PKC
Cosijn wilde meespelen in de echte top van Nederland en besloot in 1980 om te verruilen van club. Samen met Martin Langendoen ging ze in 1980 spelen voor PKC, dat net 2 jaar achter elkaar de Nederlands kampioen veldkorfbal was geworden.
In haar eerste seizoen bij PKC (1980-1981) speelde PKC in oktober de Europacup-veld in Papendrecht. PKC won in de finale van het Duitse Adler Rauxel met 14-4. Cosijn speelde niet mee, aangezien zij de week ervoor haar vinger had gebroken in een competitiewedstrijd op het veld. In de zaal kwam Cosijn in PKC2 terecht, waarmee zij Nederlands Kampioen bij de reserves werd. Op het veld werd PKC1 overtuigend eerste (en dus kampioen) in de Hoofdklasse met 29 punten uit 18 wedstrijden. De nummer 2 op de lijst was Deetos met 6 punten minder, dus PKC was de overduidelijke kampioen. In Cosijn's eerste seizoen was ze dus meteen landskampioen.
In seizoen 1981-1982 mocht PKC als veldkampioen de Nederlandse eer verdedigen op de Europacup. In de finale won PKC van het Belgische Kwik in België waardoor het ook meteen Europees kampioen was. In de zaal werd PKC nog 3e in de Hoofdklasse, maar op het veld zakte de club terug naar de 5e plek. Coach Anton Mulders werd terug gevraagd om de ploeg leiding te geven. Mulders had in de jaren '70 PKC al eens kampioen laten worden.
In het eerste seizoen met Mulders terug als hoofdcoach, 1982-1983 werd PKC zowel in de zaal als op het veld middenmoter. In de zaal werd het 4e en op het veld ook 4e. 
Seizoen 1983-1984 werd een seizoen met meer succes. In de zaal werd de ploeg gedeeld tweede in de Hoofdklasse B en miste het op 1 punt na de zaalfinale. De ploeg zat in de lift en schuurde weer tegen de landelijke top aan. Op het veld ging het echter stukken beter en de ploeg stond uiteindelijk na 18 wedstrijden op 29 punten. Het was de tweede veldtitel van Cosijn.
In seizoen 1984-1985 lukte het PKC om in de zaal 1e te worden in de Hoofdklasse A. De ploeg verzamelde 21 punten en bleef zo 3 punten voor op LDO. Voor de tweede keer in de clubgeschiedenis stond PKC in de zaalfinale. In de finale trof PKC het Amsterdamse ROHDA. De finale werd een strijd der sexen. Zo stond ROHDA bekend om de aanvallende heren, zoals René Kruse en Peter Schallenberg, terwijl PKC bekend stond om de aanvallende krachten van de vrouwen, zoals Corrie Euser en Cosijn. PKC won deze wedstrijd met 18-14 en zette hiermee een zaalfinalerecord. Nog niet eerder was er in de finale meer dan 15 maal per team gescoord. Het was ook de eerste zaaltitel in de clubhistorie van PKC. Het lukte echter niet om in dit seizoen de dubbel te pakken, want op het veld werd PKC net tweede, op 3 punten achterstand van Fortuna.
Seizoen 1985-1986 werd het seizoen van net niet. Eerst eindigde PKC in zaal net 2e in de Hoofdklasse A met maar 1 punt verschil met DKOD, waardoor het de zaalfinale net misliep. Op het veld werd het, net als het seizoen ervoor, tweede achter Fortuna.
In seizoen 1986-1987 zon PKC op sportieve wraak. De ploeg werd eerste in de zaal in de Hoofdklasse B met 22 punten uit 14 wedstrijden. Eerste in de Hoofdklasse A was Oost-Arnhem geworden met eveneens 22 punten. Oost-Arnhem stond voor de eerste keer in de geschiedenis in de zaalfinale en dit was ook overeenkomstig de verwachtingen die de club zo had uitgesproken. Oost-Arnhem had zich namelijk dit seizoen versterkt met Erik Wolsink en Bram van der Zee, ook wel het Koningskoppel genoemd. In de zaalfinale bleek Oost-Arnhem dan ook te sterk voor PKC, want PKC verloor met 12-8. Op het veld kon PKC echter wel een feest vieren, want het behaalde 31 punten en werd hierdoor veldkampioen.
Seizoen 1987-1988 leek haast wel een kopie van het seizoen ervoor. In de zaal werd PKC weer eerste en in de finale moesten ze wederom tegen Oost-Arnhem aantreden. Ook in deze finale ging de titel naar Oost-Arnhem. PKC verloor de wedstrijd met 14-8. Op het veld was er sinds dit seizoen een andere competitie-opzet. Net als in de zaal werd er gespeeld in 2 hoofdklasses en de finale ging tussen beide poule-kampioenen in een best-of-3. In 1988 werd PKC eerste in de Hoofdklasse A en in de Hoofdklasse B was SCO eerste, waardoor deze ploegen elkaar troffen in de finalereeks. In de eerste finalewedstrijd won SCO met 16-14 en PKC moest aan de bak. De tweede wedstrijd ging met 16-13 naar PKC waardoor een derde beslissende wedstrijd nodig was. Die laatste wedstrijd won PKC met 13-12 en zo was PKC voor de tweede keer op rij Nederlands veldkampioen.
Seizoen 1988-1989 zou een bijzonder jaar worden, want eerst werd de ploeg 1e in de zaal in de Hoofdklasse B. In de zaalfinale moesten ze aantreden tegen Oost-Arnhem, wat een herhaling was van de 2 vorige zaalfinales. Dit maal won PKC de wedstrijd met 11-8.Niet veel later kwam het veldseizoen ook tot een einde en ook daar was een feestje te vieren. PKC werd 1e in de Hoofdklasse A en speelde om het kampioenschap tegen ROHDA. PKC won en pakte zodoende de dubbel (zowel zaal- als veldtitel in 1 seizoen).
Seizoen 1989-1990 werd een teleurstelling. In oktober scheurde Cosijn haar voorste kruisband en er volgde een lange revalidatie. In mei 1990 speelde Cosijn de finale om het Nederlands kampioenschap bij de reserves tegen Rohda2, en werd na een gewonnen wedstrijd Nederlands kampioen. In de kruisfinale PKC-Deetos kreeg zij nog een invalbeurt. Deze wedstrijd ging verloren.
Seizoen 1990-1991 startte Cosijn in PKC1, maar wederom knieproblemen in het zaalseizoen noopten haar definitief te stoppen.

## Oranje
Cosijn werd in 1976 al benaderd voor het Nederlands korfbalteam. Onder bondscoach Adri Zwaanswijk ging zij mee naar Amerika voor een demonstratie-tour. In 1979 volgden nog twee reizen naar Amerika: één met HKV en één met het Nederlands korfbalteam. Die 3 Amerika-reizen waren ook hoogtepunten in haar korfbalcarrière. 
Uiteindelijk speelde ze 11 officiële interlands, waarvan 4 op het veld en 7 in de zaal. Zo won ze goud op het WK van 1984 en de World Games van 1985.
In 1987 liet ze weten zich niet meer beschikbaar te stellen voor Oranje.

## Erelijst
- Nederlands kampioen veldkorfbal, 5x (1981, 1984, 1987, 1988, 1989)
- Nederlands kampioen zaalkorfbal, 2x (1985, 1989)
- Europacup kampioen veldkorfbal, 2x (1981, 1985)
- Europacup kampioen zaalkorfbal, 1x (1985)
- Korfbalster van het Jaar, 1x (1988)